# Kalábrie
Kalábrie (italsky Calabria [kaˈlaːbrja]IPA) je region na jihu Itálie. Na severu sousedí s regionem Basilicata, na západě je obklopen Tyrhénským mořem a na východě Jónským mořem. Za Messinskou úžinou na západě leží Sicílie. Region má rozlohu 15 079 km² a žijí zde téměř 2 milióny obyvatel. Dělí se na 5 provincií. Hlavním městem oblasti je od roku 1970 Catanzaro, ale v bývalém hlavním městě Reggio di Calabria stále sídlí místní zastupitelstvo.
Kalábrie, resp. Kalábrijský poloostrov, patří mezi nejchudší regiony Itálie. Chybí zde průmysl a větší množství památek. Má ale dlouhé pobřeží a jsou zde výborné podmínky pro milovníky potápění. Historická pitoreskní městečka a vynikající kuchyně začínají lákat turisty.

## Historie

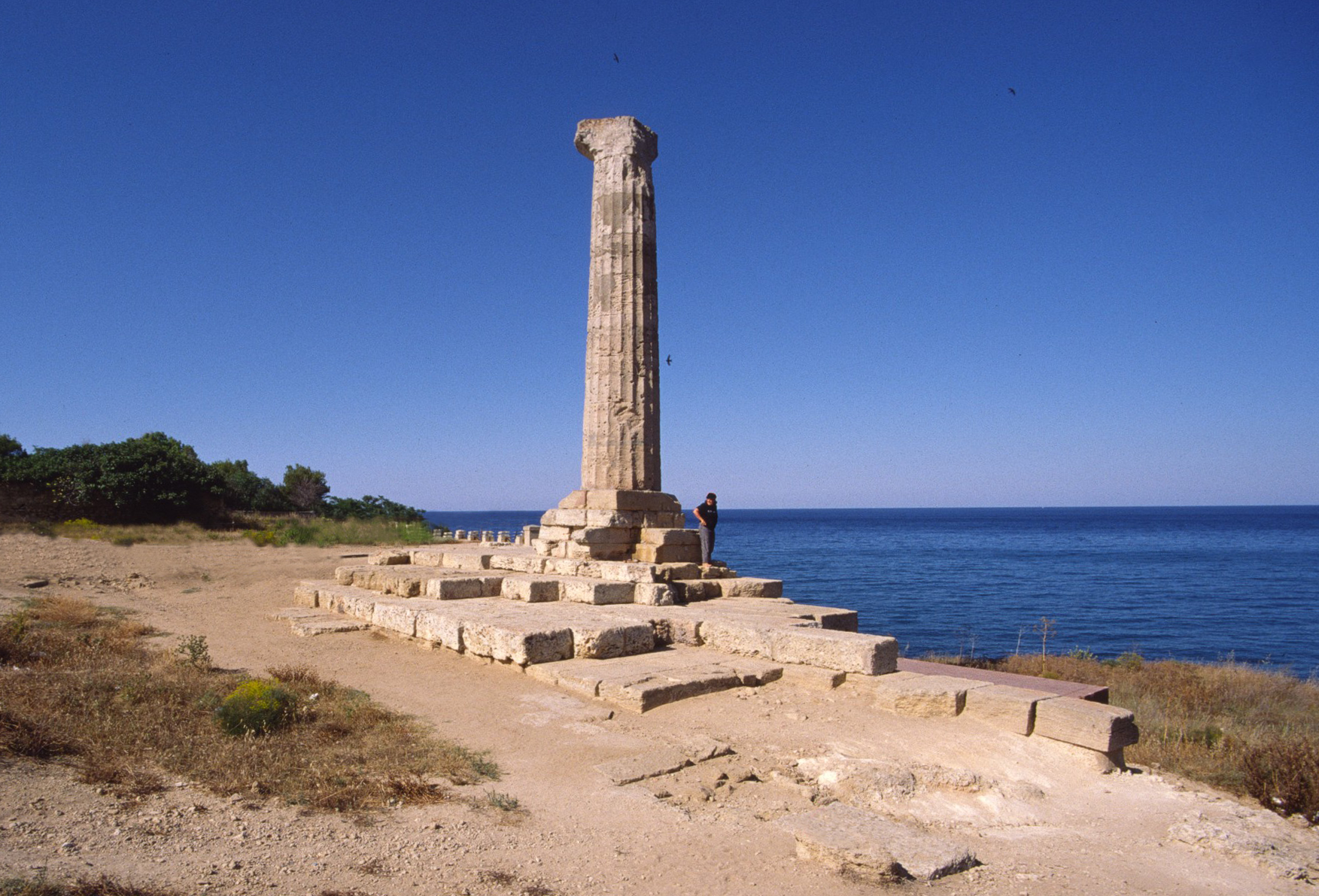
Capo Colonna

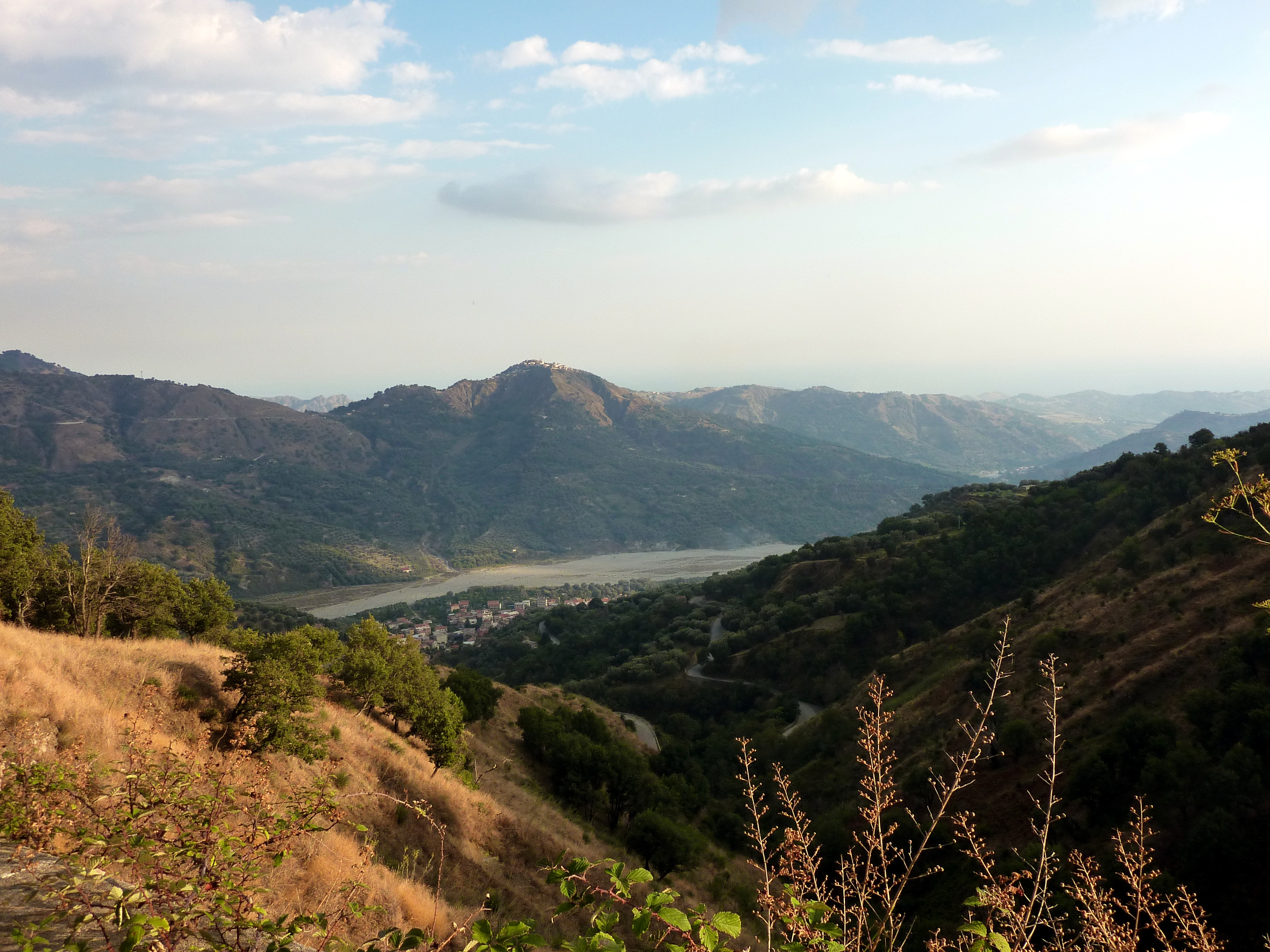
Aspromonte

### Prehistorie
První stopy lidské přítomnosti v Kalábrii sahají až do paleolitu, jak o tom svědčí nálezy v jeskyních Praia a Mare a graffit Bos primigenius z Grotta del Romito v Papasidero, kde byla nalezená postava Bovid vyryté do skály před 12 000 roky. Důležité archeologické nálezy jsou uloženy v Reggio Calabria v Národním muzeu Magna Grecia.

### Řecké období
Mezi 8. a 9. stoletím př. n. l. tu vzkvétala významná města patřící do Magna Graecia, jako Rhegion, Krotonu, Locri Epizephyrii, Metauros a Sybaris, a několik dílčích kolonií založených samotnými koloniemi, jako například: Kaulon, Hipponion, Medma Terina a Scolacium.

### Římské období
Ve 3. století př. n. l. toto území dobyli Římané.

### Středověk
S pádem Západořímské říše byla Kalabrie zpustošena válkou mezi Ostrogóty a Byzantinci. Následně, v důsledku invaze Langobardů, Byzantinci ztratili většinu Itálie včetně severní Kalábrie.

## Geografie
Kalábrie je převážně hornatá. Hory a horské masívy tvoří 42 % rozlohy, vrchoviny a kopcovitá krajina 49 %, nížiny a roviny pouze 9 %. Jednotlivá pohoří náleží do Jižních Apenin, do podskupiny Kalábrijských Apenin. V severní části kraje tvoří hranici s Basilicatou pohoří Pollino (Massiccio del Pollino) s nejvyššími horami Kalábrie Serra Dolcedorme (2 267 m) a Monte Pollino (2 248 m). Na severozápadě, podél pobřeží Tyrhénského moře, se rozkládá úzké horské pásmo Catena Costiera, s nejvyšším bodem v 1 541 metrech. Ve střední části kraje, nad Catanzárskou šíjí, leží náhorní plošina Sila s celkovou rozlohu téměř 2 000 km², nejvyšší bod je Monte Botte Donato (1 928 m). Pod šíji na jihu kraje, ve střední části území, se rozkládá pásmo hor Serre Calabresi, nejvyšší bod 1 423 m. Na úplném jihu Apeninského poloostrova u Messinského průlivu pak leží pohoří Aspromonte, nejvyšší vrchol Montalto (1 955 m). Většina rovin a nížin leží při pobřeží obou moří. Kalábrie má díky svému protáhlému tvaru dlouhé pobřeží, na západě leží Tyrhénské moře, na východě Jónské moře. K největším kalábrijským řekám náleží Crati (91 km), Neto (80 km), Tacina (58 km) a Amato (56 km). V oblasti náhorní plošiny Sila se nachází také několik jezer, např. Lago Ampollino (5,6 km²).

## Zemědělství
V primárním sektoru, zemědělství, je rozvinuto především pěstování olivovníků (kraj je na druhém místě v Itálii z hlediska výroby oleje), vinná réva a citrusy (jedním z nich je bergamot, který je základem mnoha parfémů nebo k dochucení čaje Earl Grey). Hlavní zemědělský trh sídlí v Catanzaro. Důležitý je také rozvinutý rybolov.

## Politika
V čele regionu stojí guvernér (Presidente), jenž je volen v přímé volbě na pětileté funkční období. Guvernér je zároveň hlavou regionální vlády (Giunta), jež se v současnosti skládá ze sedmi ministrů (Assessori). Nyní je guvernérem Roberto Occhiuto za stranu Forza Italia.
Legislativním sborem je Regionální zastupitelstvo (Consiglio Regionale), které má 31 členů a je voleno poměrným systémem. Volby probíhají společně s volbou guvernéra jednou za pět let. Jedno křeslo v zastupitelstvu je rezervováno pro guvernéra regionu.

### Výsledky posledních voleb do regionálního zastupitelstva (říjen 2021)
|                      |                           |                           |                           |         |       |         |
| Koalice              | Koalice                   | Strana                    | Strana                    | Hlasy   | Hlasy | Mandáty |
| Koalice              | Koalice                   | Strana                    | Strana                    | Abs.    | %     | Mandáty |
|                      | CDX                       |                           | Forza Italia              | 131 882 | 17.3  | 8       |
|                      | CDX                       | Bratři Itálie             | 66 277                    | 8.7     | 4     |         |
|                      | CDX                       | Liga severu               | 63 459                    | 8.3     | 4     |         |
|                      | CDX                       | Forza Azzurri             | 61 828                    | 8.1     | 2     |         |
|                      | CDX                       | Coraggio Italia           | 43 159                    | 5.7     | 2     |         |
|                      | CDX                       | Unie středu               | 34 923                    | 4.6     | 1     |         |
|                      | CDX                       | My s Itálií               | 23 138                    | 3.0     | 0     |         |
| Středopravice celkem | Středopravice celkem      | 424 666                   | 55.7                      | 21      |       |         |
|                      | CSX–M5S                   |                           | Demokratická strana       | 100 437 | 13.2  | 6       |
|                      | CSX–M5S                   | Hnutí pěti hvězd          | 49 414                    | 6.5     | 2     |         |
|                      | CSX–M5S                   | Ostatní strany            | 59 129                    | 7.8     | 0     |         |
| Středolevice celkem  | Středolevice celkem       | 208 980                   | 27.4                      | 8       |       |         |
|                      | Luigi De Magistris        |                           | De Magistris guvernérem   | 39 338  | 5.2   | 2       |
|                      | Luigi De Magistris        | Ostatní strany            | 76 276                    | 10.0    | 0     |         |
| Levice celkem        | Levice celkem             | 115 614                   | 15.2                      | 2       |       |         |
|                      | Mario Oliverio guvernérem | Mario Oliverio guvernérem | Mario Oliverio guvernérem | 12 838  | 1.7   | 0       |
| Celkem               | Celkem                    | Celkem                    | Celkem                    | 762 098 | 100   | 31      |

## Administrativní uspořádání

Provincie Kalábrie

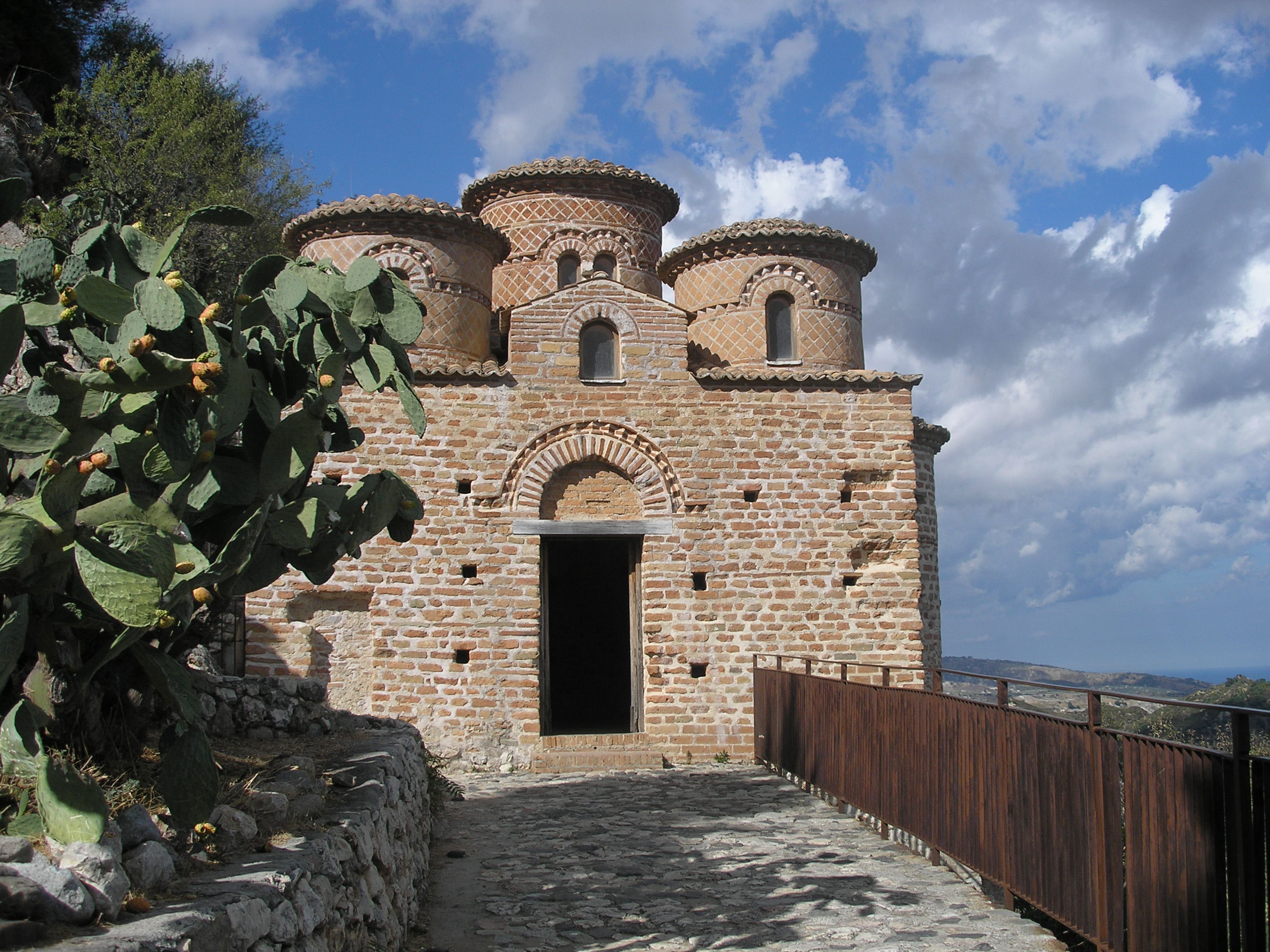
Byzantský kostel
zvaný Cattolica ve Stilu

Region se dělí na 5 provincií. Hlavním městem celého regionu je nyní Catanzaro. Je zde 409 obcí.
- Provincie Catanzaro, 15,9 % regionální oblasti a 80 obcí
- Provincie Cosenza, 44,1 % regionální oblasti a 155 obcí
- Provincie Crotone, 11,4 % regionální oblasti a 27 obcí
- Provincie Reggio Calabria, 21,1 % regionální oblasti a 97 obcí
- Provincie Vibo Valentia, 7,6 % regionální oblasti a 50 obcí

## Gastronomie
Orecchiette (ouška), ručně vyráběné těstoviny tvarem vzdáleně připomínající ucho.
Strascinati nebo lucane chiappute, dlouhé široké nudle podobné těstovinám tagliatelle.
Lucanica di Picerno, klobása, jejíž název je rovněž chráněným zeměpisným označením. Vyrábí se z vepřového masa, ochucuje divokým fenyklem a existují i varianty se sladkou nebo chilli paprikou.
Soppressata, sušený vepřový salám, který je díky jihoitalským emigrantům dodnes velmi oblíbený i v některých částech USA.
Peperoni cruschi, doslova „křupavé papriky“, o kterých se někdy mluví jako o „červeném zlatu z Basilicaty“. Suší se ve svazcích na slunci. Používají se smažené v olivovém oleji jako příloha, případně drcené jako koření k dochucení nejrůznějších pokrmů.
Peperoncino calabrese, sušené pálivé papričky. V Kalábrii pěstovaná odrůda  Diavolicchio patří k nejpálivějším v Itálii.  Její pálivost se většinou pohybuje na Scovillově stupnici v rozmezí 100 000–150 000 SHU, což odpovídá třeba známé odrůdě Habanero.
ʼnduja, pomazánka z vepřového masa, opražených paprik a koření.
Fileja alla ʼnduja, základem jsou speciální ručně připravované těstoviny z kalábrijské provincie Vibo Valentia (fileja), které se podávají s omáčkou připravenou z cipolla rossa di Tropea neboli slavné červené cibule z Tropey (IGP), passaty (v italské kuchyni téměř všudypřítomná pasírovaná rajčata) a ʼnduji, na závěr posypané nastrouhaným ovčím sýrem pecorino z Basilicaty (známý je např. Pecorino di Filiano s chráněným označením původu – DOP).
Spaghetti al bergamotto e pistacchi, špagety s bergamotem a pistáciemi.

## Turismus – hlavní centra v regionu
- Reggio di Calabria
- Catanzaro
- Crotone
- Stilo
- Gerace
- Scilla (Kalábrie)
- Tropea
- Rossarno